# Cryptopus
Cryptopus, viết tắt Crypt. trong ngành mua bán cây cảnh, là một chi lan với 4 loài bản địa Madagascar, Mauritius và La Réunion.